# 1275
| 1275               |
| ------------------ |
| Dødsfald - Fødsler |
|                    |

| Gregoriansk kalender | 1275 MCCLXXV            |
| Ab urbe condita      | 2028                    |
| Armensk kalender     | 724 ԹՎ ՉԻԴ              |
| Kinesiske kalender   | 3971 – 3972 甲戌 – 乙亥 |
| Etiopisk kalender    | 1267 – 1268             |
| Jødisk kalender      | 5035 – 5036             |
| Hindukalendere       |                         |
| - Vikram Samvat      | 1330 – 1331             |
| - Shaka Samvat       | 1197 – 1198             |
| - Kali Yuga          | 4376 – 4377             |
| Iransk kalender      | 653 – 654               |
| Islamisk kalender    | 673 – 674               |

Konge i Danmark: Erik Klipping 1259-1286
Se også 1275 (tal)

## Begivenheder
- Slaget ved Hova.
- Böhmen (Čechý) og Mähren (Morava) bliver len under den tyske konge. Hermed ophører de to fyrstendømmers selvstændighed, og de lægges under det tysk-romerske kejserrige.
- Malmø grundlægges.
- Pave Gregor 10. hæver officielt det danske interdikt.